# Liste der Naturdenkmale in Kirchheim unter Teck
| Naturdenkmale | Anzahl |
| ------------- | ------ |
| FND           | 17     |
| END           | 11     |
| Gesamt        | 28     |

Die Liste der Naturdenkmale in Kirchheim unter Teck nennt die verordneten Naturdenkmale (ND) der im baden-württembergischen Landkreis Esslingen liegenden Stadt Kirchheim unter Teck. In Kirchheim unter Teck gibt es insgesamt 28 als Naturdenkmal geschützte Objekte, davon 17 flächenhafte Naturdenkmale (FND) und 11 Einzelgebilde-Naturdenkmal (END).
Stand: 30. Oktober 2016.

## Flächenhafte Naturdenkmale (FND)
| Name                                                              | Bild | Kennung     | Einzelheiten         | Position | Fläche Hektar | Datum         |
| ----------------------------------------------------------------- | ---- | ----------- | -------------------- | -------- | ------------- | ------------- |
| Aufgelassener Steinbruch (Alter Steinbruch beim Dreikönigskeller) | BW   | 81160332009 | Kirchheim unter Teck | ⊙        | 0,1           | 25. Aug. 1983 |
| Ehemaliger Steinbruch im Gewann Wolfsgrube                        | BW   | 81160332015 | Kirchheim unter Teck | ⊙        | 0,4           | 6. Juli 1994  |
| Feldgehölz im Gewann Lerchen                                      | BW   | 81160332012 | Kirchheim unter Teck | ⊙        | 0,1           | 6. Juli 1994  |
| Feldrain im Gewann Wäldlesäcker                                   | BW   | 81160332030 | Kirchheim unter Teck | ⊙        | 0,3           | 6. Juli 1994  |
| Feuchtgebiet im Gewann Predigtstuhl                               | BW   | 81160332018 | Kirchheim unter Teck | ⊙        | 0,2           | 6. Juli 1994  |
| Gehölzgruppen im Gewann Beim Schafbrunnen                         | BW   | 81160332024 | Kirchheim unter Teck | ⊙        | 1,1           | 6. Juli 1994  |
| Gehölzstreifen im Gewann Käferwald                                | BW   | 81160332029 | Kirchheim unter Teck | ⊙        | 0,3           | 6. Juli 1994  |
| Halbtrockenrasen im Gewann Hahnweide                              | BW   | 81160332034 | Kirchheim unter Teck | ⊙        | 4,7           | 6. Juli 1994  |
| Hecke an der Alten Schlierbacher Straße                           | BW   | 81160332013 | Kirchheim unter Teck | ⊙        | 0,2           | 6. Juli 1994  |
| Lauter- und Mühlkanal im Gewann Doschler                          | BW   | 81160332033 | Kirchheim unter Teck | ⊙        | 1,2           | 6. Juli 1994  |
| Lindenhain                                                        | BW   | 81160332011 | Kirchheim unter Teck | ⊙        | 1,0           | 25. Aug. 1983 |
| Magerrasen im Gewann Gunzenwiese                                  | BW   | 81160332031 | Kirchheim unter Teck | ⊙        | 1,7           | 6. Juli 1994  |
| Schieferaufschluß im Talbach                                      | BW   | 81160332023 | Kirchheim unter Teck | ⊙        | 0,2           | 6. Juli 1994  |
| Schlehenhecke im Gewann Schäublensbuckel                          | BW   | 81160332026 | Kirchheim unter Teck | ⊙        | 0,2           | 6. Juli 1994  |
| Tümpel im Talwald                                                 | BW   | 81160332017 | Kirchheim unter Teck | ⊙        | 0,6           | 6. Juli 1994  |
| Vogelschutzgehölz im Gewann Egert                                 | BW   | 81160332028 | Kirchheim unter Teck | ⊙        | 0,4           | 6. Juli 1994  |
| Zusammenfluß von Gießnau und Oberer Gießnau                       | BW   | 81160332019 | Kirchheim unter Teck | ⊙        | 2,3           | 6. Juli 1994  |
| Legende für Naturdenkmal                                          |      |             |                      |          |               |               |

## Einzelgebilde (END)
| Name                              | Bild | Kennung     | Einzelheiten                                                     | Position | Fläche Hektar | Datum         |
| --------------------------------- | ---- | ----------- | ---------------------------------------------------------------- | -------- | ------------- | ------------- |
| Eiche an der Gießnau              | BW   | 81160332020 | Kirchheim unter Teck                                             | ⊙        | 0,0           | 6. Juli 1994  |
| Eiche im Spitalwald               | BW   | 81160332035 | Kirchheim unter Teck                                             | ⊙        | 0,0           | 6. Juli 1994  |
| Linden im Gewann Schäublensbuckel | BW   | 81160332025 | Kirchheim unter Teck                                             | ⊙        | 0,0           | 6. Juli 1994  |
| 1 Blutbuche                       | BW   | 81160332005 | Kirchheim unter Teck                                             | ⊙        | 0,0           | 25. Aug. 1983 |
| 1 Eiche (Lindach-Eiche)           | BW   | 81160332001 | Kirchheim unter Teck                                             | ⊙        | 0,0           | 25. Aug. 1983 |
| 1 Gurkenmagnolie                  | BW   | 81160332008 | Kirchheim unter Teck                                             | ⊙        | 0,0           | 25. Aug. 1983 |
| 1 Hainbuche                       | BW   | 81160332004 | Kirchheim unter Teck                                             | ⊙        | 0,0           | 25. Aug. 1983 |
| 1 Kastanie                        | BW   | 81160332010 | Kirchheim unter Teck Nicht mehr in der LUBW-Datenbank vorhanden. | ⊙        | 0,0           | 25. Aug. 1983 |
| 3 Linden im Gewann Hungerberg     | BW   | 81160332022 | Kirchheim unter Teck                                             | ⊙        | 0,0           | 6. Juli 1994  |
| 3 Linden                          | BW   | 81160332002 | Kirchheim unter Teck                                             | ⊙        | 0,0           | 25. Aug. 1983 |
| 3 Linden                          | BW   | 81160332003 | Kirchheim unter Teck                                             | ⊙        | 0,0           | 25. Aug. 1983 |
| Legende für Naturdenkmal          |      |             |                                                                  |          |               |               |